# 閃電𱆥
閃電鿕（学名：Danio albolineatus，又稱閃電斑馬魚），为輻鰭魚綱鯉形目鲤科的其中一種。

## 分布
本魚分布於中國、越南、柬埔寨、寮國、馬來西亞、印尼蘇門答臘島、泰國、緬甸的溪流。

## 特徵
本魚成魚的體色為灰綠色中帶彩虹色，魚體的色彩隨光線的狀況而有所變化，在側射光線下，尤其是在產卵前，該魚顯得迷人如珍珠般的紫綠色。魚體後身中央有一條金色條紋，魚鰭通常為半透明的綠色，但有些鰭的基部則為紅色或黃色，且有兩個淡黃色-白色斑紋從下方對尾部的基底背鰭起點，不完全的側線，沒有眶下的突起，背鰭軟條7枚；臀鰭軟條12至13枚。體長可達6.5公分。

## 生態
本魚棲息於丘陵間的淡水溪流，喜水質清澈的水域，性情溫和，喜歡群游，屬雜食性，以小型浮游動物、昆蟲、無脊椎動物等為食。

## 經濟利用
可食用，但多作為高經濟價值的觀賞性魚類，宜飼養在寬約60公分的水族箱，是跳躍高手，需裝有安全罩。